# The Album Leaf
The Album Leaf est un groupe (one man band) de post-rock américain, originaire de San Diego, en Californie. Il a été formé en 1998 par Jimmy LaValle.

## Biographie

### Débuts
The Album Leaf est un projet solo de Jimmy LaValle, qui a débuté en 1999 et qui se situe dans un genre post-rock agrémenté de touches de musique électronique minimale et ambient, avec une influence certaine de la formation classique de ce pianiste. Comme beaucoup d'artistes du genre post-rock, The Album Leaf utilise des « bruits » divers tels que des « field recordings » ou des sons de transmission radio. Le nom de The Album Leaf est emprunté à une œuvre du compositeur Frédéric Chopin (Album Leaf for piano in E major, B. 151).

### In a Safe Place
En 2001, The Album Leaf tournait en première partie du groupe de post-rock islandais Sigur Rós. C'est ainsi que le troisième album, In a Safe Place, a pu être enregistré dans le studio du groupe, avec l'aide d'un certain nombre de membres (majoritairement à Sundlaugin, la légendaire piscine-studio d'enregistrement de Sigur Rós) dont Amiina, sa section de cordes. Cet album, encensé par la critique, est devenu depuis une référence en matière d'electropop.
Jimmy LaValle est un artiste prolifique, ce qui se remarque par le nombre de projets auxquels il a participé, comme Swing Kids, Black Heart Procession, The Locust, Tristeza, GoGoGo Airheart, ou encore Telefon Tel Aviv. On peut aussi noter qu'il a participé en 2008 à l'album Nightmare Revisited lancé par Danny Elfman. Cet album remix toutes les chansons de Nightmare Before Christmas de Tim Burton, et propose chaque chanson revisitée par un groupe du moment. The Album Leaf se chargera de la musique de fin.

### Into the Blue Again
Le 12 septembre 2006, Into the Blue Again est publié au label Sub Pop Records en Amérique du Nord. L'album est d'abord publié en Allemagne le 8 septembre 2006, et dans le reste de l'Europe le 11 septembre 2006 par City Slang Records. Into the Blue Again voit le retour de The Album Leaf et LaValle dans l'instrumental. Into the Blue Again fait participer Joshua Eustis de Telefon Tel Aviv, Pall Jenkins du Black Heart Procession sur la chanson Wherever I Go, le violoniste Matt Resovich (qui joue sur scène avec The Album Leaf, et sur In a Safe Place).
La première chanson, 'The Light', est utilisée dans une série de programmes Disarming Britain et dans le documentaire 16 Acres. Writings on the Wall est utilisé dans le pilote de Sons of Anarchy en 2008. En juin 2008, le groupe joue une reprise de la bande originale du film muet Sunrise: A Song of Two Humans au Seattle International Film Festival. Ces performances se font au Triple Door de Seattle. Également en juin, ils collaborent avec Mike Heron de The Incredible String Band pour un concert au Hollywood Bowl pour Gilberto Gil et Devendra Banhart devant 17 000 spectateurs.

### A Chorus of Storytellers
A Chorus of Storytellers est publié le 2 février 2010 sur Sub Pop Records. L'album est mixé par Jimmy LaValle et Birgir Jón « Biggi » Birgisson au Sundlaugin Studio d'Islande et masterisé par Roger Seibel au SAE Mastering de Phoenix, en Arizona. L'enregistrement se fait aux Bear Creek Studios de Woodinville, WA. En soutien à l'album, ils jouent sur tous les continents. Ils jouent notamment au ATP I'll Be Your Mirror avec ATP et Portishead en septembre 2011 à Asbury Park, New Jersey.

### Between Waves
The Album Leaf publie un sixième album, Between Waves, le 26 août 2016. Il est le premier d'Album Leaf à faire participer une formation de groupe. Il est aussi le premier publié au label Relapse Records, avec lequel ils ont signé au début de 2016. Ils tourneront ensuite en soutien à l'album.

## Discographie

### EP
- 2001 : In an Off White Room (Troubleman Unlimited Records)
- 2002 : Collaboration Series no. 1 avec Bright Eyes (Better Looking Records)
- 2003 : Collaboration Series no. 2 avec Her Space Holiday (Better Looking Records)
- 2003 : A Lifetime or More split avec On! Air! Library! (Arena Rock Recording Co.)
- 2003 : Seal Beach  (Acuarela Discos) réédité comme Seal Beach EP (Bonus Tracks)  (Better Looking Records) en 2005 ; réédité sous le titre Seal Beach (Eastern Glow Recordings) en 2017[8].
- 2005 : Red Tour EP (Self Released Records)
- 2007 : Green Tour EP (The Enchanted Hill)  (Self Released Records)
- 2010 : There is a Wind (Sub Pop Records)
- 2012 : Forward/Return (Self Released Records)

### Autres projets
- 2012 : Torey's Distraction (Electra Fidelis Films) ce projet est la bande son du documentaire américain Torey’s Distraction.